# 尼科斯·登迪亚斯

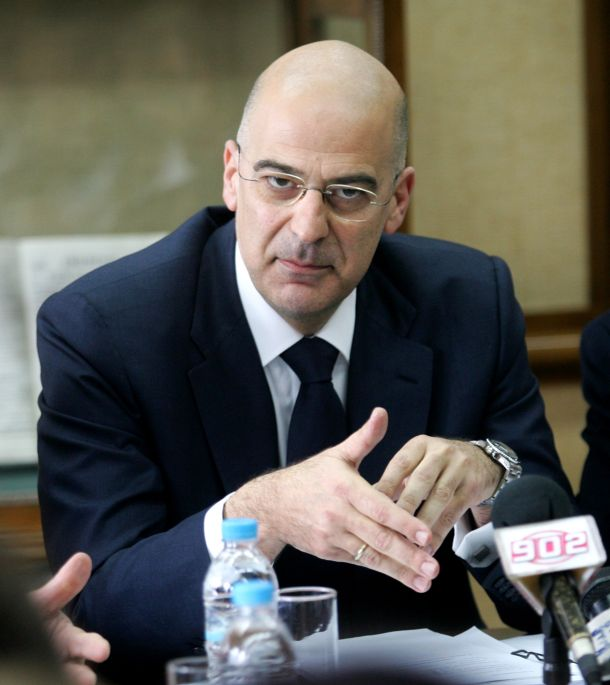

尼科斯·登迪亚斯（希臘語：Νικόλαος Δένδιας；1959年—），希腊政治人物，律师。曾于2009年1月至10月4日担任希腊司法部部长。2012年6月起担任希腊公共秩序与公民保护部部长。1978年，加入希腊新民主党。2004年，首次进入议会担任议员。2019年任希腊外交部长。2023年6月27日上任希腊國防部長。